# Matriclans sérères
Les matriclans sérères (en sérère : Tim ou Tiim ; en ndut : Ciiɗim) sont les clans matrilinéaires des peuples sérères du Sénégal, de la Gambie et de la Mauritanie. Les Sérères sont à la fois patrilinéaires (simanGol ou simangol) et matrilinéaires,. Les Sérères sont souvent capables de réciter leur généalogie matrilinéaire jusqu'à dix générations ou plus.

## Terminologie
- Tim (bon : o tim[4]) est le mot serère pour matriclan[7], un tim est donc l'identifiant de l'origine matrilinéaire d’un individu[4]. Le terme o tim ole (var : tim ola[4]) désigne le matriclan[8], autrement dit le « matronyme » ou  le « nom de famille matrilinéaire », c'est-à-dire selon la lignée de mère en mère[4]. Le nom de la famille selon la lignée de père en père, autrement dit le nom de famille patrilinéaire se dit Simangol. C'est le nom que portent les Serères à l'état civil, par exemple : Sain, Joof, Faye, Sarr, Ngom, Njie, Ndour, Senghor, etc., (voir patronymes Sérères et noms Sérères pour les variations orthographiques en Gambie et Sénégal). Les Sérères sont bilinéaires, c'est-à-dire patrilinéaires et matrilinéaires.
- Le « chef » d'un matriclan s'appelle le Tokoor (ou Tokor). Le Tokoor est généralement un homme très âgé (l'aîné du clan) et c'est la figure dominante de la famille maternelle[9].
- ƭeen yaay[5] ou den yaay (var : den yay[7]) - signifie héritage maternel[5] ou matrilignage[7] selon le contexte.
- A ndok ya - signifie littéralement la maison (ou la case) de la mère[6]. Par métonymie, cela peut aussi signifier tous ceux qui ont la même mère[6]. Tous ceux qui appartiennent au même  « ndok ya » sont du même matriclan[6],[7]. L'équivalent paternel est le mbin (comme dans Mbin Semou Njekeh - voir Maison royale de Semou Ndiké Diouf).
- Maasir ou Kalir (var : Kal) est une taquinerie de nature parentale entre divers groupes matronymes de la même  ethnie (par exemple, entre la famille Faye et Joof - ethniquement des Sérères) ou entre des cousins paternels et maternels (c'est-à-dire entre une personne et ses descendants) oncle ou tante paternelle[pas clair][10]. Le terme Gamo (du mot sérère Gamahou ou Gamohou, qui est  religieusement connoté[11]) est utilisé avec une signification proche, mais s'applique aux groupes ethniques (par exemple entre les Sérères, les Diolas et les Toucouleurs, ainsi que les Peuls). Gamo est donc le terme approprié pour décrire ces relations de plaisanterie interethniques, bien qu'il arrive de l'entendre substitué aux termes maasir, kalir ou kal. Dans la tradition de ces groupes, cela provient d'anciennes alliances entre leurs ancêtres, parfois scellées dans le sang. Ces pactes historiques stipulent que ces groupes doivent s’entraider en cas de besoin ;  ne pas verser le sang de l'autre groupe ; se donner des conseils ou  s'insulter de manière plaisante sans que le destinataire ne se sente offensé. Dans la plupart des cas, leurs descendants respectent cet ancien comportement, notamment entre les peuples Diola et Serère qui entretiennent des relations anciennes. Cette tradition, pratiquée par les  matriclans est également active parmi les patriclans et dans la culture sénégambienne, car ce sont des alliances historiques auxquelles leurs descendants adhèrent[10].
- Selon la partie du pays sérère, le même matriclan peut avoir des dénominations différentes.

## Le rôle de la femme
La femme sérère joue un rôle essentiel dans les affaires royales et religieuses. Lors de son couronnement, le roi sérère est tenu de couronner sa mère, sa tante maternelle ou sa sœur en tant que Linguère (reine), afin de  réaffirmer la lignée maternelle (Tim) à laquelle, elles et lui appartiennent. La Linguère est très puissante et possède sa propre armée et son propre palais. Elle est la reine de toutes les femmes et préside les affaires féminines. La femme sérère joue aussi un rôle essentiel dans la religion. En tant que membres de la classe sacerdotale, les Saltigues sont les gardiennes de la religion, des sciences, de l'éthique et de la culture sérères. L’alliance entre matriclans en vue d’un objectif commun était et reste très courante. Certains de ces matriclans font partie de la mythologie sérère et de l'histoire dynastique. Ainsi, la mythologie met en parallèle  certains de ces clans et le récit de la création, selon lequel le premier être humain créé est une femme. De nombreux sérères qui croient en ces mythes leur donnent une vérité historique ou protohistorique.

## Les types de matriclan
Les matriclans sérères peuvent être divisés en deux types : 
1. Les matriclans originels font partie intégrante de la religion, de la légende et de la  mythologie sérère. Ils sont, par conséquent, des clans anciens dont les récits vont au delà de l'histoire écrite.
2. Les matriclans assimilés à la culture sérère le sont par  mariage et revendique une dynastie sérère ; ils ont une histoire, en particulier, une histoire médiévale, mais n’ont pas de pertinence dans la religion, la légende, la mythologie ou l’histoire des origines. Certains de ces clans tentent d'accroître leur légitimité mythologique en s’affiliant aux matriclans proto-sérères ou en adoptant comme totems des objets inscrits dans la mythologie sérère.

On peut encore classer les matriclans sérères en les divisant en groupes. Par exemple
1. Le groupe Coofaan (var : Tiofane ou Tiofan) -: à savoir le Coofaan (lui - même un matriclan), SIAN, Pedior, Taa'boor (ou Tabor) et Jolax (var : Diolah) matriclans.
2. à compléter

## L'héritage
L'héritage dépend de la nature du bien successoral : il peut s'agir d'un bien maternel qui nécessite un héritage maternel (ƭeen yaay ou den yaay) ou d'un patrimoine paternel qui infère un héritage en lignée paternelle (kucarla).

## La mythologie
Les matriclans et le rôle des femmes sont intimement liés à la cosmogonie et à la religion sérère. Dans leur cosmogonie, la déité suprême transcendentale Roog (ou Koox pour les Cangin) créa une femme avant que l'homme ne soit lui aussi créé à partir du même placenta divin. Dans la numérologie sérère, les femmes partagent avec Roog le même nombre à savoir   3. En effet, le nombre 3 représente le monde céleste. Le récit sérère de la création postule qu'il y avait trois mondes, trois parties dans le cosmos et trois éléments. Les femmes sont également liées au Divin, qui a créé l'univers via ses principes divins féminins.
Le contrôle rituel de la vie marine et fluviale, comme le sel de mer, les poissons, la pluie, les rivières et les incendies (pour les terres agricoles) sont attribués aux premiers matriclans. Une grande partie des matriclans proto-sérères se trouvent dans les vieux villages de la Petite Côte. Ainsi Faoye (var : Fa-oy, localité du Sine-Saloum située à environ  25   km au sud de Fatick) et Ñakhar (ou Niakhar) sont riches en traditions. Comme Ñakhar, Faoye compte beaucoup de matriclans serères, à savoir : Feejoor, Joofaan, Kare-Kare, Mengeeñ, Raaboor, Rik, Simala, Waale, Wagadu, Yiil, etc. Ces matriclans ont été intégrés aux royaumes du Sine et du Saloum. Leur rôle initial était, semble-t-il, de nature religieuse. À l'instar des patriclans serères  (voir la famille Joof), chaque matriclan sérère a son totem qui trouve son origine dans la nature ou dans l’environnement. Contrairement aux totems patronymiques qui sont liés à des  interdictions et des tabous, les Ndut reconnaissent comme  ancêtres des éléments de l'environnement qu'ils associent  à leur matriclan. Ces croyances sont toujours actives, en particulier, lors des funérailles, où  les « ancêtres » se manifestent ou lorsque l'espèce totémique (un animal par exemple) est menacée.

### La matrilinéarité sérère
L'ethnie sérère est très diverse et comprend : le Seex (prononcé Seeh, c’est-à-dire le Seereer Siin, le plus nombreux), le Ndut, le Saafi, le Laalaa, le Palor, le Midi, le Niominka, etc. Toutes ces personnes sont d'ethnie sérère, bien que certaines parlent le  cangin plutôt que le sérère. Chacun de ces groupes dispose d’un moyen de stratifier son système matrilinéaire[pas clair]. La répartition géographique des Sérères explique également les différents noms qu'utilisent  ces groupes pour désigner les matriclans. Cependant, les matriclans, tout comme les groupes ethniques, sont tous interconnectés et, dans de nombreux cas, les variations sont minimes. Les matriclans Ndut se sont aussi installés dans le pays Palor (qu'ils appellent Sili, qui signifie sérère en Palor)[pas clair] et leurs membres y ont toujours des  droits fonciers, des parents éloignés et des cimetières ancestraux. Les Lébous ont également une ascendance sérère et il est fréquent qu’ils portent à la fois le nom de famille sérère (patrilinéaire) et le nom de leur matriclan. La plupart des esprits ancestraux des Lebous sont en réalité les pangool (en). Les Palors et  les Ndut se trouvent à Cayor ; les Saafis, Midi et Laalaa à Baol ; Seex à Sine, Saloum (qui comprend le Bas Saloum, en Gambie actuelle ainsi que l'intérieur de la Gambie) et la Mauritanie, Niominka à la frontière entre la Gambie et le Sénégal.
Le tableau suivant donne certaines des variations des matriclans parmi les Palor, les Ndut, les Saafi, les Lebou et les Seex :
| Clans Palor | Clans Ndut | Clans saafis | Clans Lebou     | Clans Seex                                          |
| ----------- | ---------- | ------------ | --------------- | --------------------------------------------------- |
| Uuɗ         | Uuɗ        | Uuɗ          | Yuur            | -                                                   |
| Lemu        | Lemu       | Lemu         | -               | -                                                   |
| Joofa       | -          | Joofa        | -               | Cofa (var : Coofaan)                                |
| Caagis      | -          | Caages       | -               | Cegandum                                            |
| Yookam      | Yookam     | Yokam        | Yokam (Dumbuur) | Bagadou ou Bagadu (plus communément appelé Wagadou) |

### Le rôle des Tokoors
Le Tokoor (ou Tokor) est le chef du clan maternel est généralement un homme âgé. Il gère et protège les avoirs du matriclan et intervient de façon prépondérante dans le mariage de ses neveux et nièces matrilinéaires. Le mot tokoor vient du mot sérère tokoor fee. Un autre dérivé de la taxe tokoor est "Takor", qui est aussi un prénom sérère, ainsi que la dénomination de l'oncle maternel[pas clair]. La plupart des foyers sérères héritent d'avoirs anciens, qu’il s’agisse de biens maternels ou paternels,. Certains d'entre eux sont de nature religieuse, d'autres sont du monde matériel,. Il appartient à chaque membre du clan d’acquérir un trésor (halal en sérère) afin d’en accroître la richesse.[pas clair] Certains de ces trésors ou actifs peuvent être des bijoux, du bétail, des équipements mécaniques, des terrains, des meubles, etc.,, À l'instar des avoirs paternels, les avoirs maternels d'un matriclan spécifique déterminent son « pouvoir collectif » et sa richesse, et peuvent être utilisés à certaines occasions, telles que les mariages, les cérémonies de nomination ou si le besoin suivient. Certains de ces actifs ou trésors sont beaucoup trop précieux pour le matriclan et font partie de son histoire, c’est-à-dire les bijoux et la terre (voir Lamane et Lamane Jegan Joof). Les Tokoor sont responsables de l’utilisation judicieuse et appropriée de ces actifs. Les actifs qui ont été accumulés sont rarement, voire pas du tout "utilisés pour reproduire les moyens de production". Au lieu de cela, ils font partie de l'actif total aux fins de l'héritage maternel (ƭeen yaay). L'héritier n'est qu'un administrateur ou un dépositaire de ces biens au profit des cohéritiers. Il est empêché de détourner les richesses maternelles des activités qui pourraient profiter aux cohéritiers. Dans l'ancienne tradition sérère, même de nos jours, le bétail représente une part importante de la dot. C'est ainsi que la richesse et la puissance des matriclans se sont accrues.

## Noms de quelques matriclans
Le Sérères ne portent pas le nom de leur matriclan ; en revanche, ils le connaissent. Le tableau suivant donne quelques matriclans, leurs interdits totémiques et leurs mythes.
| Matriclan                                  | Observation totémique / mythe                                                                                                 | Nom du clan |
| ------------------------------------------ | --- | ----------- |
| Peeĵoor (var : Pédor, singulier : Feeĵoor) | La mort d'un Pedor doit apporter la pluie,                                                                                    | Mbasor      |
| Leket                                      | Interdit concernant les tourterelles,                                                                                         | Sukan       |
| Siwaña (ou Sivana)                         | Interdit concernant le lézard du moniteur du Nil (voir ci-dessus),                                                            | Mbangu      |
| Simala                                     | La mort d'un Simala est un rhume,                                                                                             | Das         |
| Caxanora                                   | Interdit concernant le varans des savanes (voir ci-dessus),                                                                   | Puham       |
| Pata Fata                                  | - | Bam         |
| Waagaan                                    | Une de leurs observances stipule qu'ils ne doivent rien faire le dimanche, mais on pense que ceci est une nouvelle addition,. | Tampon      |
| Soos (ou Sos)                              | Interdit concernant une espèce de perdrix (ceбel) - (voir ci-dessus),                                                         | Banda       |

## Description de quelques matriclans
La liste des clans donnée ci-dessous n'est pas exhaustive. Nombre d'entre eux ont ensuite créé des dynasties royales en Sénégambie ou fourni certains des rois de la région, mais les matriclans serères n'ont pas tous créé des dynasties royales, certains étant de nature plus mythologique.

### Gareh Kareh et Rik
Les matriclans Gareh Kareh (variations : Garé Karé, singulier : Kareh Kareh ou Karé Karé) et Rik (singulier : Tik) sont deux des plus anciens matriclans de la mythologie  sérère, en particulier le Gareh Kareh  (ou Karé Karé). À Baol, les Gareh Kareh sont appelés les Gogol. Ces deux clans proviennent de la même génétrice, mais ont divergé après une calamité". En 1983, le clan Gareh Kareh, qui est surtout implanté  dans l'arrondissement de Ñakhar, est estimé à 1127 membres, tandis que le clan Rik est estimé à 1336 membres.

#### L'animal totémique des Gareh Kareh et des Rik

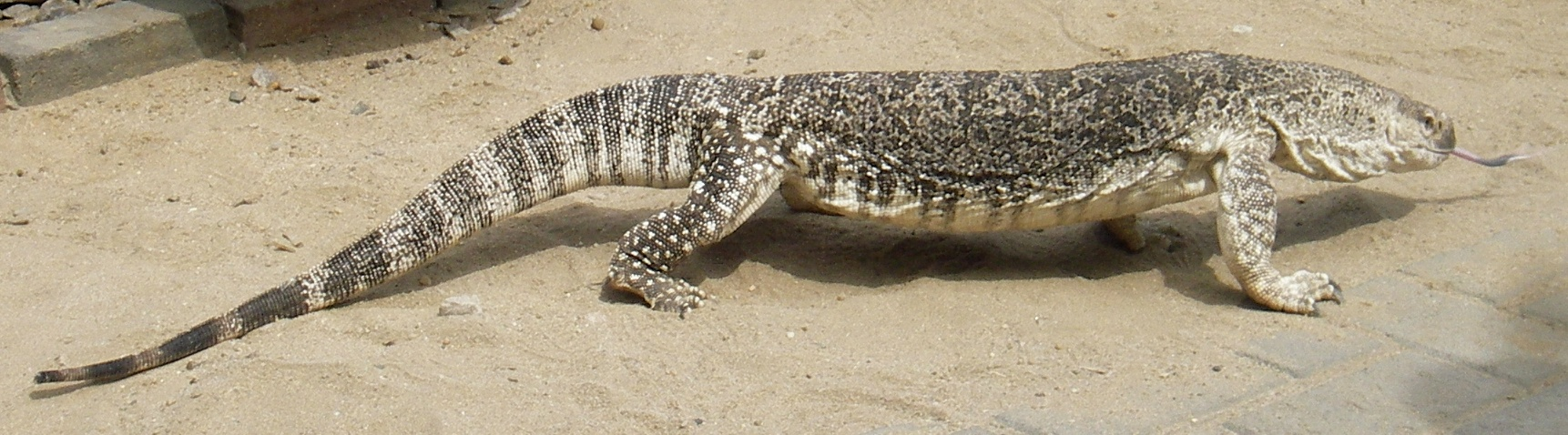
Le varan des savanes totem des matriclans Gareh Kareh et Rik

Leur animal totem est le varan des savanes, - fasaax. Il est également interdit aux Rik de toucher l'arbre Guiera senegalensis - (l' arbre sacré NGuƭ).
Alors que leurs ancêtres étaient sur le point de mourir de soif dans la savane, ils furent guidés par un varan qui monta sur un baobab et fit couler l’eau accumulée dans son tronc (mbudaay-baak ou ƥaak). Puisque cet animal les a sauvé de la soif, il en fait leur totem.

#### Le pouvoir des Gareh Kareh d'éloigner la mort
La légende dit que les ancêtres des Gareh Kareh  résistaient à la mort grâce à un pouvoir surnaturel.
À la suite d'une famine et d'une maladie qui ravage leur communauté, les ancêtres du matriclan Gareh Kareh s'éloignent de la dépouille du défunt afin d'éviter que leurs membres ne subissent le même sort. Lorsque les parents appartenant à d'autres matriclans  rendent leurs derniers hommages aux morts, le matriclan Gareh Kareh qui a un pouvoir pour résister à la mort appliquent ce sortilège afin d'empêcher la mort de frapper à nouveau la famille du défunt. C'est pourquoi, lors de funérailles, les aînés du clan Gareh Kareh organisent une procession à l'entrée de la maison du défunt afin d'empêcher la mort d'y entrer à nouveau. Ils tournent quatre fois (le nombre 4 est le symbole du monde masculin chez les Seréres) pour un homme et trois fois pour une femme (le numéro 3 est le symbole du monde féminin chez les Serères), portant dans leurs mains le bâton de l’arbre Nduy (bon : Ndo'oy, variante : Ndooy - detarium senegalense,) qu’ils frappent sur un rythme  syncopé. Lors du dernier tour, ils frappent le toit de la case du défunt avec un bâton pour empêcher la maladie qui a tué un membre d'un autre matriclan de sévir dans la  même famille.

#### La sécession des Gareh et des Rik
La scission des Gareh Kareh et des Rik s'est produite après la famine. Pendant la famine, une femme Gareh Kareh demanda de l'aide, qui lui fut accordée, avec mépris. Un jour, un Kareh Kareh, envoya une petite fille portant une calebasse: 
En serère : "Reti bis saxal alé [aleh] o rik olehneh"
En français : "Portera la petite calebasse."
Ayant été qualifié de « petite chose », le groupe fit sécession et déclara que leur matriclan serait désormais connu sous le nom de Rik, le terme Rik signifiant "la petite chose". Cette remarque est une remarque dérogatoire, faite en référence aux autres membres de la famille mais pas nécessairement dirigée vers la petite fille qui était de l’autre matriclan (devenu le Rik)[pas clair]. Lorsdu  rituel de Ndut, les deux matriclans sont moqués. Au cours de cérémonie de la circoncision, les participants déclament un chant qui fustige la pauvreté du Rik et l'avarice du Gareh Kareh « dans un quatrain sans concession » :
En sérère :
"Rik un paanga naak
baa mbar o mbambe
Gare Kare [Gareh Kareh] mbaaxeer,
a mbar o mbusu! "
En français :
Les Rik ont fini leurs vaches,
Et tue un gamin!
Les Gareh Kareh ne valent rien!
Ils tuent un bœuf !

### Jolax

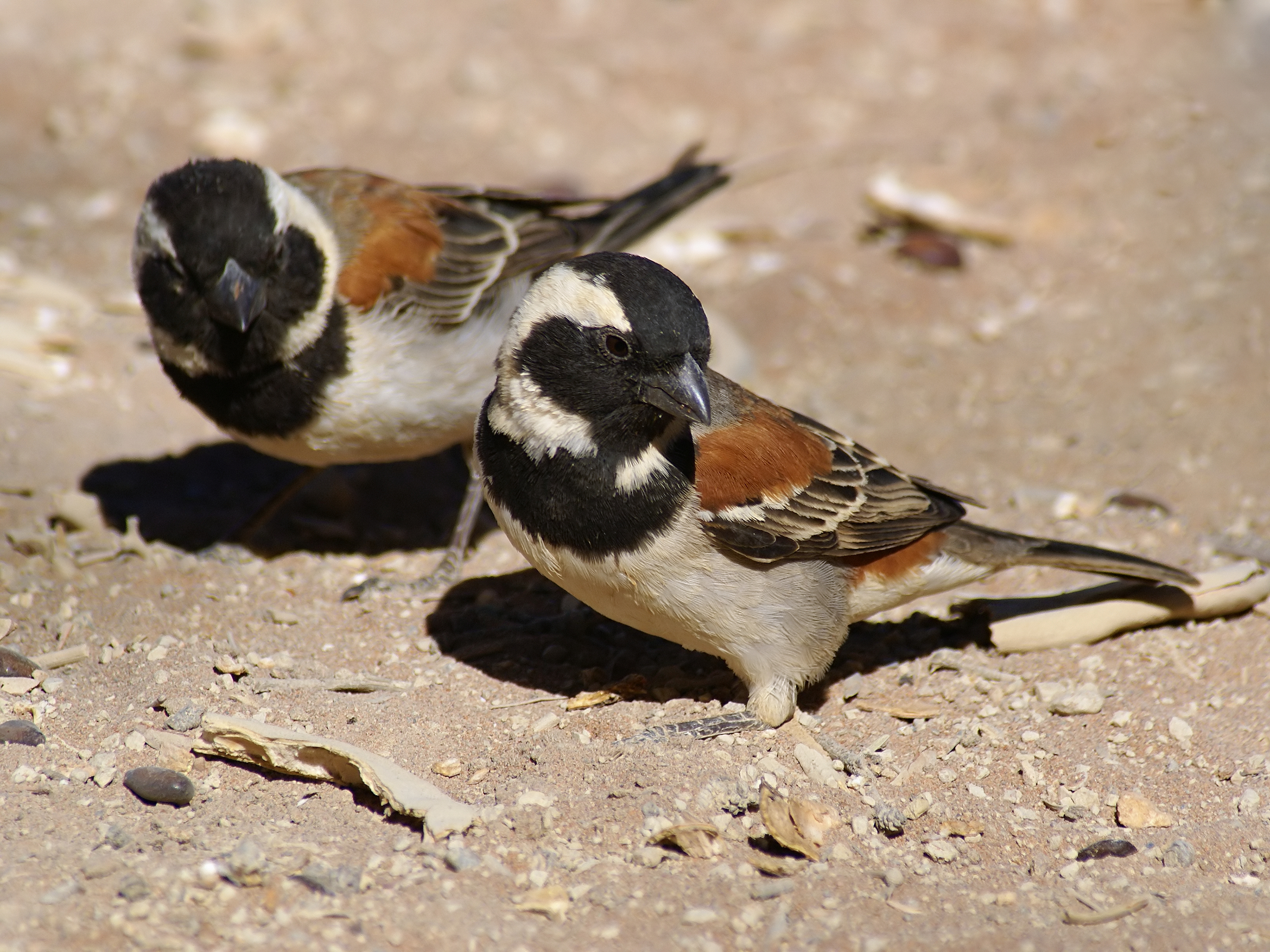
Moineaux du Cap mâles.

Jolax (var : Diolah, singulier : Colax) est l’un des plus anciens matriclans serères, mais aussi l’un des plus redoutés en raison de sa longue pratique de l’occultisme et de ses pouvoirs surnaturels, parfois néfastes.
Son totem est le moineau africain qui lui a donné son nom - Jolax (moineau),. On dit que ce matriclan n'a pas beaucoup de membres. En 1983, seules 375 personnes appartiendraient à ce clan, principalement dans l' arrondissement de Ñakhar. Les clans Jolax, Siañ ', Pedior et Taa'boor forment le groupe Coofaan (var. : Tiofane ou Tiofan).

### Simala
Les Simala sont l’un des trois principaux matriclans sérères, les deux autres étant Fatik et Koyeh (var : Koyé). Les Simala sont aussi généralement appelés les "hommes de la mer ". Ce que l'on sait sur ce matriclan provient de la tradition orale. Selon la tradition, les ancêtres de ce clan étaient les Serères de Kaabu. Leurs ancêtres sont venus de Kaabu par voie maritime. Après avoir négocié les fleuves de Kaabu jusqu'à la mer, ils ont longé la côte atlantique par le nord, jusqu'au delta du Saloum. De là, ils se sont dirigés vers le marigot de Simal - en amont de N'Dangane. C'est là qu'ils ont décidé de s'installer et ont fondé le village de Simal dans le virage de Rias,. Leurs premiers descendants se sont ensuite répandus dans le royaume précolonial du Sine, vivant autour du Fatik, juste au nord de la ville de Fatick. La Simala et ses alliés (maasir) constituent collectivement le plus dense de tous les temps en termes de propagation de la population. Autour de la Sagne au Sénégal, ils représentent ensemble 43,29% de la population totale et environ 20,81% dans l’ arrondissement de Ñakhar (estimations de 1983). Cependant, les Simala ne sont pas bien représentés au nord du Sine. Dans le royaume de Baol, où ils sont également présents, leur clan s'appelle Rada Rada. Le totem de cette famille est le serpent noir (Saamaand). Cette famille matrilinéaire qui vit de la pêche a un lien ancien avec la mer. Leurs ancêtres adoraient la mer, ce qu’ils font encore souvent. La tradition veut que la mort d'un Simala soit un rhume,,.

### Fatick
Il existe différentes branches du matriclan Fatik (ou Fatick) qui se sont propagées du Royaume du Sine à Saloum et au-delà (voir ci-dessous: Siañ, Xuter, Siwaña et Fata Fata). Comme la Simala, il est l’un des principaux matriclans sérères. La ville de Fatick au Sénégal et la région du même nom tirent leur nom du terme sérère "Fati Ubadik" - ce qui signifie "nous avons encore beaucoup à faire".

#### Siagne, Xuter, Siwaña & Fata Fata
Ces quatre matriclans sont de la même famille. Ils sont appelés différemment selon la région sérère. Dans le royaume de Sine, ils s'appellent Siañ ; dans le royaume de Baol, ils s'appellent Xuter ; dans la Petite Côte, ils sont appelés Siwaña ou Fata Fata. Le nom Fata Fata est communément trouvé dans les travaux scientifiques. En tant que groupe, leur récit se trouve dans la légende de Siañ, selon laquelle le totem animal de leur clan est le pélican. Le Siwaña et le Fata Fata appartenaient au même matriclan. La division de ce matriclan a eu lieu lorsque leurs ancêtres ont commencé à se quereller pour un poisson. Après avoir divisé les poissons entre eux, ils se sont séparés pour toujours, d'où les différents noms. Selon leur coutume, il est interdit aux membres de ce matriclan [s] de manger toute partie de l'arbre de Njenje (erythrina senegalensis - partie d' erythrina), dont les feuilles peuvent provoquer une dépression nerveuse chez ce clan, selon leurs convictions. Collectivement, leur nombre total à Niakhar en 1983 serait de 1590, ce qui en ferait le sixième matriclan sérère le plus important en termes de force numérique. Avec leur totem, il est également interdit aux Siwaña de toucher le lézard moniteur du Nil (cas).
Les Fata Fata sont aussi appelés Pata Fata (var : Patafata), Pata Pata ou Patik. Patik Matriclan a fondé le village de Ñirohmol, aujourd'hui pratiquement un village désert de Diokoul, dans le royaume précolonial du Saler. Comme pour certains Serer matriclans, les Patik sont désignés par des noms différents selon les régions. Parmi les Serer Niominka (un sous-groupe des Serères) de Gandoul, ce matriclan est appelé Pata Pata. Dans d'autres régions du pays sérère telles que Boyard, Dioffior et Fadial, le matriclan s'appelle Fatick ou Fatik. La Pata Fata invoque le mythe de l'héroïne Bandé Nambo (var : Bande Ñambo), elle-même affiliée aux Pata Pata ou Pata Fata (c’est-à-dire Fata Fata) matriclan. Ce sont des termes utilisés par les sérères du Saloum pour désigner le matriclan de Fatik (de Sine)
Bande Ñambo était un membre du Sarr patrilineage patrilineage et du pata Fata matrilineage. Elle n'était pas la fondatrice de ce matriclan mais une des matriarches sérères. Elle est considérée comme une princesse ou fondatrice de Gandun. Alors que les matriclans de Simala sont associés à la mer, les Pata Fata sont considérés comme les maîtres des salines (fata).

### Koyeh
Le Koyeh (var Koyé ou Koyer) constituent le troisième des trois principaux matriclans. Ils sont généralement appelés "les hommes de précipitation ". En 1983, les Koyeh, Fatik et Simila représentaient collectivement 20,81% des résidents de l’arrondissement de Ñakhar.

### Cegandum & Kagaw
Le récit historique du Cegandum (var : Tiégandoum, pluriel : Jegandum) et Kagaw (pluriel : Gagaw) se trouvent dans l' herméneutique de la religion et des traditions sérères Beaucoup pensent qu’ils sont deux des matriclans proto-sérères,. Les principaux éléments du récit historique de ces deux-là se résument comme suit :
1. On se livre au cannibalisme sans le savoir,,
2 Roog, l'entité de principe transcendantale suprême (que certains Cangins considèrent comme Koox) intervient,
3 On se voit accorder le plus grand honneur spirituel dans la religion sérère,.

#### La légende de Cegandum & Kagaw
Le matriclan de Cegandum vivait avec les Kagaw. Un jour, une famine a éclaté. Un couple formé d'un membre de chacun de ces matriclans a parcouru une longue distance (s’aidant mutuellement) à la recherche de nourriture. Épuisé de faim et de fatigue, le Cegandum s'est effondré, incapable de se relever. Le Kagaw ne peut pas aider son compagnon car il n'y a pas de nourriture dans les environs. Il laisse là son compagnon et le prie d'attendre pendant qu'il part chercher de la nourriture. Après avoir marché un certain, il coup un morceau de sa cuisse, se fait un feu, cuit sa propre chair et la porte à son compagnon pour le nourrir. Le Cegandum le mangé sans savoir qu'il mange de la chair humaine. Ayant retrouvé ses forces, ils reprenne tous les deux leur marche. Après avoir parcouru une certaine distance, le Kagaw commence à perdre son sang et soudainement s'effondre. Au Cegandum qui lui demande quel est son problème, le Kagaw répond en ces termes :
| “ | La viande que vous avez mangée pour vous sauver la vie. C'est cette blessure qui m'empêche de marcher. | ” |

Le Cegandum n'a pas pu sauver son compagnon de son état. En ce moment, Roog, la divinité suprême de la religion sérère, intervint et ouvrit les cieux. Une forte pluie est arrivée. Cette eau bénite les a non seulement nourris, mais a également guéri la plaie du Kagaw,. À partir de ce jour, la tradition orale des Serer se réfère généralement au matriclan de Gagaw sous le nom de Fog Roog, terme génial qui signifie parent et amis de Roog. Bien que Roog n'ait pas de cousins ni de parents, la religion sérère et la tradition orale confortent la proximité entre le clan Gagaw et le Divin. Tous deux affirment que "le matriclan Gagaw a été le premier adorateur de Roog et le premier à posséder des pouvoirs surnaturels pour accomplir des miracles ". Ils ont poursuivi en affirmant que "le jour où tout le clan Gagaw mourra, les précipitations ne seront plus abondantes",. Le Jegandum a deux totems : un type de serpent appelé Cocom en sérère, et le taureau à rayures (Mbac). Il leur est également interdit de travailler le dimanche, mais il s’agirait d’un ajout récent. Dans l'arrondissement de Ñakhar, au moins 1744 et 2050 habitants ont été signalés aux membres des matriclan Jegandum et Kagaw respectivement (chiffres de 1983).
Bien que les récits de Cegandum et de Kagaw soient bien inscrits dans la religion et la tradition sérères, un matriclan différent, appelé Bagadu ou Bagadou en sérère, et plus communément appelé Wagadou (ou Wagadu) apporte une dimension différente à la narration bien établie. Selon les avocats du matriclan Bagadou, l'aventure historique qui a suivi la famine s'est déroulée entre un Kagaw et un Bagadou (et non un Cegandum). Cependant, ce n'est pas l' opinion généralement acceptée. Le matrilinéaire Bagadou était une dynastie maternelle dans Sérère et l' histoire dynastique médiévale de Sénégambie (voir ci-dessous Wagadou & Jaafun). Ils n'ont aucune signification dans la religion des sérères. En essayant d'associer le Bagadou au Kagaw, il est simplement considéré comme une tentative de conférer une légitimité religieuse aux Bagadous. Cependant, il est suggéré que les trois matriclans Kagaw, Cegandum et Bagadou soient des alliés.

### Joofaan
Ce matriclan est lié à un ancêtre de la famille Diouf et à la ville de Faoye ;  ce sont aujourd'hui les membres du patriclan Joof qui sont à sa tête depuis  2002. À l'instar de leur ancêtre paternel lamanique, à savoir le pangool (en) Lunguñ Joof[pas clair] ce matriclan est vénéré. Bien que le fangool Ngolum Joof (un autre Fangool de cette famille) soit l’un de ces anciens pangool (en) qui exige de sacrifier du bétail, le totem de ce matriclan ne requiert pas de sacrifice rituel.

### Soos
L'origine de ce clan est Mandé. Pendant plusieurs siècles (c'est-à-dire à partir de l' époque médiévale), ce matriclan a formé autant d'alliances que possible avec nombre de matriclanes sérères, par le biais du mariage.
Les Soos (ou Sos) sont devenus si "sérérisés" et assimilés que la plupart des facettes de leur origine Mandé ont été perdues. L’assimilation de Soos à la culture sérère est considérée par certains spécialistes comme une simple preuve de la forte culture sérère. Cependant, les Soos sont peu nombreux parmi les matriclans qui sont devenus sérères par le mariage, mais qui jouissaient d'une grande estime, en particulier dans la tradition orale des sérères. Les soos sont l’un des matriclans sérères les plus connus. Pendant plusieurs siècles, ils ont constitué un élément permanent de la culture et du pays sérères. Selon leur tradition, il est interdit aux Soos de toucher une perdrix (ceбel en sérère), ou le lézard moniteur du Nil (cas en sérère).

### Peƴoor
Le matriclan Peƴoor est l’un des anciens matriclans sérères qui, semble-t-il, aurait exercé des pouvoirs sacrés, en particulier sur l’environnement, en particulier la vie marine. Il est suggéré que ce matriclan détenait un grand pouvoir économique jusqu'à l'arrivée des Guelowars à Sine (en 1335). Le matriclan Peƴoor a acquis une importante propriété dans le pays sérère, en particulier dans le Sine. Les feux de forêt pour acquérir des domaines (jour ou lamanat) étaient très courants dans cette famille. Selon la tradition sérère, ces matriclans seraient les maîtres du feu et de la pluie, rôles principalement réservés aux anciennes classes Lamanes ou Lamanic et aux Saltigues, respectivement. Cela fait d'eux l'un des rares, voire le seul matriclan, associé à la "maîtrise du feu et de la terre", généralement associé aux Lamanes, eux-mêmes considérés comme les maîtres de la Terre, hérités de la ligne patrilinéaire. La tradition a ajouté que la présence d’un membre du clan activerait un feu et que la pluie accompagnerait sa mort, ce que seuls leurs prêtres (yaal pangol) peuvent arrêter.

### Caxanora
Un peu lié au matriclan Peƴoor, le matriclan proto-Caxanora (variations : Caxanoora ou o Tahanora) bénéficient de pouvoirs surnaturels dans la mythologie et la légende sérères. Selon leur mythe, ils auraient jadis le pouvoir de commander la mer et de pêcher à Fadiouth et au sud de Palmarin, où ils sont toujours présents. Leurs prêtres devaient plonger dans la rivière pour faire des offrandes au Fangool Mama Ngec qui réside dans les bras de la mer de Joal et de Fadiouth. Cette coutume est encore pratiquée par les grands prêtres de ce clan. Mama Ngec, l'entité surnaturelle, est vénérée rituellement dans le but d'accroître la pêche ou en période de sécheresse. A l'instar des Gareh Kareh et Rik (voir ci-dessus), il est interdit à un Caxanora de toucher un moniteur de savane (il est totémique),.
Les Caxanoras sont liés au matriclan Pufun ainsi qu'au clan Coofaan du Saloum. Ils sont considérés comme le même clan. Ils se sont simplement ramifiés et ont adopté des noms différents. Selon le mythe des Sérères, si la mort d’une Simala est un rhume, la mort d’un Caxanora entraîne la disparition d’un poisson mourant sur les rives,.

### Wagadou et Jaafun
Les wagadous (sérère : Bagadou, autres variantes (Wagadu ou Ougadou) sont originaires du royaume de Wagadou au début du Moyen Âge, affiliés au roi Kaya Magan Cissé dont les descendants ont ensuite créé l' Empire du Ghana (voir peuple Soninké),. Les princesses Wagadou ont été mariées à la noblesse sérère telle que la famille Joof, etc., et elles ont conjointement dirigé le Royaume de Baol avec d'autres États précoloniaux sénégambiens,. En 1350, la dynastie maternelle Wagadou s'est effondrée dans de nombreux pays sérères, en particulier dans le Sine. Cependant, ils ont continué à régner dans de nombreuses régions de la Sénégambie, notamment à Baol et à Cayor. La mère du premier "vrai" Damel de Cayor - Amari Ngoneh Sobell Faal (ou Amari Ngoné Sobel Fall) était une Wagadou. Son nom était Lingeer Ngoneh Sobell Njie (de la famille Njie). Comme les Guelowars (voir ci-dessous), ce matriclan a été assimilé à la culture sérère par le mariage.
Les Wagadous of Sine sont liés au matriclan Lokam de Joal et au Wagan (sérère proprement dit). : Waagaan) clan du Saloum. Bien que les clans Lokam et Wagan tirent leurs noms de la langue sérère, ils sont généralement considérés comme le même clan ou les membres de la famille élargie des Wagadous. Les Wagadous n'ont aucune importance dans l'histoire ancienne, la mythologie ou la religion des Sérères (voir la légende de Cegandum &amp; Kagaw "ci-dessus) mais ils constituent une partie importante de l' histoire dynastique et médiévale des Sérères. Boulègue postule que les Jaafuns (en sérère : Jaafuñ, autre variante : Diafoune) sont des Soninkes et sont donc liés aux Wagadous. Il a ensuite spéculé sur le fait qu'ils (les Jaafuns) pourraient avoir pris leur nom de l'État Soninke de Jaafunu, situé dans le sud-ouest de Wagadu, fondé par un fils du fondateur de Wagadou à l'époque médiévale.
Bien qu'ils n'aient pas de signification en termes de religion ou de mythologie sérères, en pays sérère, ils ont adopté comme totem familial l' arbre Mbos ou Mboosé, l'un des arbres sacrés inscrits dans la cosmogonie sérère et les enseignements classiques du Ndut. Les Jaafuns, comme leurs parents Wagadou, font partie des  matriclans sérères  ayant de forts liens royaux, en particulier avec le Royaume de Baol où ils ont épousé les patrilineages des Serères[pas clair], gouvernés par les  Teigne sérères.

### Joos
La dynastie maternelle Joos est issue du royaume précolonial du Sine, sérère. Le premier ancêtre recensé du clan Joos est Lingeer Fatim Beye (v. 1335). Sa petite fille - Lingeer Ndoye Demba a fondé cette dynastie à Waalo au XIVe siècle (vers 1367) après son mariage avec le roi de Waalo - Brak Caaka Mbaar. La dynastie des Joos du Waalo a duré près de 600 ans et s'est effondrée en 1855, année où le Waalo est tombé aux mains des Français. Le Joos en tant que matriclan remonte à l'époque lamanique.

### Gueloware
Les Guelowares étaient originaires du royaume de Kaabu. Ils auraient été vaincus par la puissante dynastie matrilinéaire Ñaanco lors de l'obscure bataille d'Eignebang en 1335 une guerre prétendument dynastique entre les maisons royales de Guelowar et de Ñaanco. En rapportant cette tradition, Henry Gravrand n'a pas remarqué qu'il s'agissait en réalité d'une description de la bataille de Kansala de 1867 (ou de 1865), bien que le départ du Guelowar puisse probablement s'expliquer par une guerre ou un conflit de succession. Après leur défaite, la tradition dit qu'ils se sont échappés de Kaabu, leur pays de naissance, et se sont rendus dans le Sine où l'asile leur a été accordé par le conseil sérère de Lamanes,. Les femmes Guelowar ont alors épousé des nobles sérères et se sont assimilées à la culture et aux traditions sérères. Ces mariages royaux ont créé la dynastie maternelle Sélel et Saloum Guelowar qui a duré 600 ans (1350 - 1969 dans le Sine, et 1493 - 1969 dans le Saloum). Certaines sources suggèrent que Yembe Kame Guélaware est la matriarche ou le plus ancien ancêtre maternel connu de ce matriclan,. Yembe Kame Guélaware était une reine épouse (Maisata) de Bala Diakha - un roi médiéval (Mansa) de l'une des provinces de Kaabu. L’année du règne de Bala Diakha et Yembe Kame Guélaware est incertaine, mais on pense qu’ils ont précédé Mansa Tiramakan Traoré (un des généraux de Sundiata Keita au XIIIe siècle, vers 1235) qui a par la suite conquis Kaabu,. D'autres sources suggèrent qu'ils étaient les descendants maternels de la princesse Tenemba,. Dans l'histoire médiévale des Sérères jusqu'à nos jours, les Guelowars sont considérés comme le dernier matriclan sérère. Contrairement aux matriclans proto-sérères qui ont une signification religieuse et qui font partie de la mythologie, les Guelowars appartiennent à la dernière dynastie matrilinéaire des royaumes sérères. Des liens entre les Sérères et les Guelowars avant la bataille de Troubang auraientt eu lieu à Kaabu entre les ancêtres des Sérères de Kaabu et les ancêtres des Guelowars,.

### Mouïoy
Le Mouïoy (nombreuses variantes : Mooyoy ou Moyoy) est l’un des plus anciens matriclans sérères. Au Moyen Âge, ils étaient des rivaux des Wagadous. La notoriété des Mouïoy est venue plus tard, notamment à Cayor et à Baol. Certains des premiers Damels de Cayor étaient des Mouïoys (XVIe siècle). Deche Fou Njoogu (père d'Amari Ngoneh Sobell) est considéré comme le premier Damel, bien que son bref successeur (1549, décédé la même année) soit un Mouïoy, tout comme Biram Yassin Boubou : Biram Yacine Boubou, a régné : c. 1664 - 1681) et Ma Fali Gaye (règne : c. 1683 * - 1684) qui a été assassiné en 1884 De 1549 à la suite de la bataille de Danki à 1697 après la montée de la dynastie maternelle Geej de Cayor et de Baol, les Mouïoy ont été au moins une des dynasties maternelles dominantes de ces deux pays.

#### La légende des frères Mouïoy
Selon la tradition sérère, les premiers Mouïoy étaient deux frères de  naissance noble, dont l'aîné était destiné à devenir roi. Cependant, dans sa jeunesse, il a tué un membre d'une famille étrangère. Or la  loi de ce temps stipule qu'un meurtrier doit payer le sang soit par le sang, soit par l'asservissement si telle est la volonté de la famille de la victime. Comme l’assassin ne s'est pas livré, c'est son frère cadet qui a été retenu, à sa place, en esclavage, passant la majeure partie de sa jeunesse, enchaîné et astreint aux tâches les plus pénibles.
En revanche, la tradition ne dit pas si cette famille étrangère régnait ou non sur un pays voisin. Cependant, elle ajoute que lorsque le frère aîné est devenu roi, il avait cherché à affranchir son frère cadet en mettant sur pied une armée. Réussissant à le libérer, il l'avait ramené au palais. Cependant, le stigmate de l’esclavage, continuait à peser sur ce prince, et, malgré son sang royal, il n'était considéré que comme un affranchi, 
limitant ainsi son ambition à devenir roi, ou même membre du gouvernement ou seulement chef militaire. Le Tokoor du clan, avait déposé avant sa mort un talisman dans un cachette du palais afin que personne ne puisse y avoir accès et en révéler les pouvoirs. Face à l'afflux de visiteurs au palais, l'aîné légua l'objet magique à son cadet pour en être le protecteur. Ainsi le jeune frère devint le gardien des secrets familiaux. Avant de partir en campagne militaire, le roi confia l'animal sacré (un coq en l’occurrence) à son cadet pour l'aider dans ses oracles. Le jeune frère, devenu progressivement devin, était capable d'interpréter les objets sacrés. Il utilisait, entre autres, un pilon qu'il plaçait en équilibre près des lieux sacrés. S'il restait en équilibre, cela signifiait que l’avenir était favorable. S'il tombait, cela était un très mauvais présage, car cela impliquait que le roi subirait non seulement une défaite cuisante à la guerre, mais serait également tué au combat. Les pouvoirs nouvellement acquis du jeune frère lui valurent un grand respect et la considération de son grand frère. Cependant, l'estime que lui témoigne son aîné ne se transmet pas à la communauté sérère, qui le considère toujours comme un affranchi. À la mort du roi, il lui fut interdit de monter sur le trône, mais cet interdit s’appliqua aussi à sa descendance.  Il "languit de chagrin" et mourut plus tard. Les Mouïoys qui ont ensuite dirigé certaines parties de la région de la Sénégambie ne faisaient pas partie de sa ligne directe.

### Beye
Beye (Bey ou Bèye après son orthographe française au Sénégal) est à la fois un nom de famille sérère et un matriclan sérère. Ce matriclan a pris une importance particulière à Cayor et à Baol (sous les titres respectifs de Damel et de Teigne), en particulier à la fin du XVIIe siècle. Ils ont eu plus de succès à Baol qu'à Cayor où ils ont fourni un Damel du nom de Dé Tialao - le roi aveugle qui a tenté de dissimuler son handicap physique mais a ensuite été découvert et destitué (règne : 1693 - 1697),. La disparition de cette dynastie maternelle n'était pas simplement due à la discrimination de Dé Tialao, mais a également coïncidé avec l'introduction d'une nouvelle dynastie maternelle de Cayor et de Baol (la création de la dynastie maternelle Geej),.

### Geej
Le Geej (nombreuses variations : Guedj ou Gedj) matriclan a pris de l'importance à la fin du XVIIe siècle. La princesse sérère - Lingeer Ngoneh Jaye (var : Ngoné Dièye) de la famille Jaye de Saloum était la mère de Damel - Teigne Latsoukabe Ngoneh Faal (le roi de Cayor et Baol). Après avoir lutté contre ses demi-frères et cousins paternels, ce roi (Latsoukabe) a introduit le clan Geej (son propre matriclan) dans son royaume, en faisant ainsi de la dynastie maternelle régnante de Cayor et de Baol. De 1697 à la fin du XIXe siècle (les deux pays sont tombés aux mains des Français), le Geej fut la principale dynastie maternelle régnante de ces pays. Ce matriclan a fourni plusieurs rois sénégambiens, dont Lat Jorr Ngoneh Latir Jobe, l’un des rois les plus connus de la royauté sénégambienne du XIXe siècle.
La famille Geej de Cayor et Baol sont apparentées à la famille Soos de Sine et Saloum, leur pays de naissance. Ils sont généralement considérés comme des parents élargis.

### Gaanguuna
Le Gaanguuna (chanter : O Kaanguuna) sont les plus nombreux dans le Sine et constituent le cinquième plus grand matriclan du district de Niakhar. Selon la légende et l'histoire de leur famille, ils revendiquent une descendance d'un pouvoir ancien et invisible - Kangeer, l'un des Pangool de religion sérère. Le clan Gaanguuna est responsable des sacrifices Kangeer à l'ancienne reine royale Lingeer, qui aurait éclaté au moment de sa mort sans verser de sang. Kangeer, ancienne reine et canonisée sous le nom de Pangool, est l’un des pangool les plus respectés et les plus vénérés de Diakhao dans le Sine, ainsi que les localités plus anciennes telles que Fa Yil (également dans le Sine), où ce clan est également présent.[pas clair]

### Autres matriclans
Voici quelques-uns des autres matriclans : 
- Matriclan Taa'boor (var : Tabor) - clan lié au Pangool Laga Ndong[85].
- Sass[86] ou Saas - le nom de leur clan est lié à l' arbre de Saas, enchâssé dans la cosmogonie sérère.
- Didink[86]
- Bangai[86]
- Siagne[86]
- Biban[86]
- Attaché[86]
- Tioka[14]
- Mise en balle[Quoi ?][59]

## Les alliances (Maasire)
Les alliances (maasir) historiques entre matriclans étaient et sont encore répandues. En voici quelques-unes :
1. Le groupe Coofaan qui comprend : la Coofaan, Siañ, Pedior (également : Feejoor ou Peeĵoor), Taa'boor et Jolax (ou Diolah) sont des alliés des Gareh Kareh, Kogol, Haleh (ou Halé), Rik, Lumel, Saas ou Sass, Tioka et Sasan.
2 Les Kagaw sont des alliés du Cegandum et du Wagadou (ou Bagadou).
3 Les Joofaan sont des alliés du Feejoor (Peeĵoor ou Pedior); les Waale ont un lien de cousinage avec les Rik et les Simala sont alliés avec les Wagadou
4 Les Gaanguuna sont l'un des principaux alliés de la Simala.
5 Les Soos sont des alliés des Jegandum, Kagaw, Coofaan, Taa'boor, Jaxanora, Siañ et Wagadou.

## Liste de matriarches
Voici une liste de fondatrices de dynasties sérères les plus célèbres; celles connues pour avoir été  reines, reines mères ou princesses royales sont précédées de leur titre royal de Linguère :
- Fatim Beye, reine du Sine vers 1335, matriarche de la dynastie matrilinéaire Joos.
- Linguère Bande Ñambo Sarr, une matriarche du clan Pata Fata[87].
- Linguère Ndoye Demba, reine et reine mère de Waalo, v. 1367, petite fille de Linguère Fatim Beye. Linguère Ndoye Demba a fondé la dynastie matrilinaire Joos à Waalo.
- Linguère Ngoneh Jaye (var : Ngoneh Jaaye / Jaay ou Ngoné Dièye) du Saloum, fondatrice de la dynastie matrilinéaire Guedj (var : Geej ou Gedj[88]) de Cayor et Baol. Mère de Latsoukabe Fall (Damel de Cayor et Teigne de Baol, titres respectifs du roi de Cayor et de Baol). Elle régna de 1697 à 1719. Elle a été donnée en mariage au Teigne de Baol - Che Yassin Demba Noudj[83]. C'est de cette union que descend Lat Soukabe[83].
- Linguère Bassine Soureh (var : Bassine Souré), matriarche des dynasties matrilinéaires Beye de Cayor et Baol et mère de Dé Tialao : 1693)[84].

## Dicton
A l'instar des  patriarches sérères (Mam o Kor) la mémoire des matriclans serères est préservée dans le dicton populaire du Sine : 
| “ | O lok yaa, dix fisu un Sinig. | ” |

## Le projet Ñakhar (1983)
Le projet Ñakhar (1983) a été un effort de collaboration entre des   institutions et divers chercheurs tels que Charles Becker, Léonce Crétois, Henry Gravrand, Victor Martin etc. visant à documenter les matriclans Sérères de l'arrondissement de Niakhar. Ñakhar a été choisi notamment parce qu’il fait partie des pays sérères dans lesquels la religion sérère est dominante, non pénétrée par l’islam ou le christianisme. C'est aussi un endroit riche en traditions sérères, lui-même situé dans la région de Fatick, qui abrite de nombreux sites sacrés des Sérères. La portée du projet comprenait la documentation sur les Tim de cet arrondissement, la population, la démographie, la mythologie associée aux clans, etc.,. Un projet similaire avait été entrepris précédemment par Gravrand, Martin et Crétois, et même avant eux par R.P. Lamoise en 1873  publié dans la "Grammaire de la langue serère" qui répertorie certains des patriclans et matriclans serères et les mythes qui leur sont associés.

## Filmographie
- Boumi et l'oiseau pélican (1990) de Phillipe Cassard, Paris[18].

## Voir également
- Maison royale de Semou Ndiké Diouf
- États dirigés par les anciens lamanes sérères
- Mythe de la création des peuplades Sérères de la Sénégambie